# Joel Polis
Joel Polis (* 3. Oktober 1951 in Philadelphia, Pennsylvania) ist ein US-amerikanischer Schauspieler, der im Theater sowie in Filmen und Fernsehserien spielt.

## Leben
Joel Polis wuchs in seinem Geburtsort Philadelphia auf. Er hat zwei ältere Geschwister und einen eineiigen Zwillingsbruder. Nach Eintritt in die High School war er im Geräteturnen erfolgreich und konnte ein Stipendium für die University of Southern California in Los Angeles ergattern. Dort begann er Theater zu spielen. Seinen ersten Auftritt hatte er in einer Uni-Produktion des Musicals West Side Story. Es folgte eine Tour nach Europa über ein Stipendium des Summer Theater Festival, dort spielte er in Deutschland und Großbritannien.
Zurück in den USA trat er zunächst in einer Show als Clown auf, bevor er sich an die New York University begab. In New York studierte er dann bei Broadway-Regisseur Lloyd Richards, der ihm dazu riet, sein Studium zu Ende zu machen. Polis nahm den Rat an und absolvierte seinen Bachelor (B.A.) in Los Angeles. Im Anschluss bekam er einen Platz an der Yale Drama School der Yale University in New Haven (Connecticut). Dort hatte er Kontakt zu einer Vielzahl von zum Teil mittlerweile sehr renommierten Theaterleuten und schloss sein Studium dort mit dem Master of Arts ab.
Im Anschluss ging Polis zurück nach New York. Dort konnte er erste Erfolge am Theater feiern. Er fuhr fort, am Theater zu arbeiten und ist bis heute in vielen Produktionen zu sehen gewesen. Er gibt an, dass seine erste Liebe nach wie vor dem Theater gilt, insbesondere der Arbeit an der Umsetzung neuer Stücke. Dementsprechend betätigt er sich am Theater mittlerweile auch als Regisseur und Produzent. Außerdem gibt er Workshops im Schauspiel und coacht auch andere Schauspieler und Schauspielerinnen.
Neben seiner Theaterarbeit ist Polis auch häufig beim US-amerikanischen Fernsehen engagiert, oft tritt er in kleinen Nebenrollen in populären Fernsehserien auf.
Joel Polis lebt in Venice, Kalifornien.

## Filmografie (Auswahl)
- 1982: The Wall (Fernsehfilm)
- 1982: Das Ding aus einer anderen Welt (The Thing)
- 1982: Born Beautiful (Fernsehfilm)
- 1983: Remington Steele (Fernsehserie)
- 1984: All the Kids Do It
- 1984: Angriff ist die beste Verteidigung (Best Defense)
- 1984: Chefarzt Dr. Westphall (St. Elsewhere, Fernsehserie)
- 1984: Ich bin kein Mörder (Fatal Vision)
- 1984: T. J. Hooker (Fernsehserie)
- 1984: The Paper Chase (Fernsehserie)
- 1992: Law & Order (Fernsehserie, Folge 2x14 Die Brosche)
- 1992: Ausgerechnet Alaska (Fernsehserie, Folge 4x05 Geld im Blut)
- 1993–1994: Hör mal, wer da hämmert (Fernsehserie 2 Folgen)
- 1994: Diagnose: Mord (Fernsehserie, Folge 2x11 Death By Extermination)
- 1995: Star Trek: Voyager (Fernsehserie, Folge 1x04 Subraumspalten)
- 1995: Ein Hauch von Himmel (Fernsehserie, Folge 2x09 The Big Bang)
- 1995: It’s My Party
- 1997: Seinfeld (Fernsehserie, Folge 8x13 Die Retourkutsche)
- 1998: Eine himmlische Familie (Fernsehserie, Folge 3x03 Freundinnen)
- 1999: Tumbleweeds
- 1999: Für alle Fälle Amy (Fernsehserie, Folge 1x11 Ein schwerer Verdacht)
- 2000: Das Mercury Projekt (Rocket’s Red Glare)
- 2000: Tumbleweeds
- 2001: Boston Public (Fernsehserie, Folge 1x11 Chapter Eleven Dirty Dancing)
- 2003: Without a Trace – Spurlos verschwunden (Fernsehserie, Folge 1x14 Ein eiskalter Plan)
- 2005: CSI: Den Tätern auf der Spur (CSI: Crime Scene Investigation, Fernsehserie, Folge 5x20 Gefallener Engel)